# 北京の報道メディアの一覧
北京の通信社・新聞社・放送局・出版社の一覧である。

## 通信社
- 新華社 - 国営通信社
- 中国新聞社 - 国営通信社

## 新聞社
- 人民日報 - 中国共産党機関紙
- 光明日報
- 新京報
- 北京青年報
- 北京晨報
- 経済日報
- 経済参考報
- 中国日報
- 千竜新聞社

## 放送局
- 中国中央電視台 （CCTV） - 中国中央テレビ局
- 中央人民広播電台 （CNR） - 中央人民放送（ラジオ局）
- 中国国際広播電台 （CRI） - 海外向けラジオ放送局
- 北京電視台 （BTV） - 北京テレビ局
- 北京人民広播電台 - 北京人民放送（ラジオ局）

## 出版社
- 人民教育出版社
- 人民文学出版社
- 文化芸術出版社